# Halepura, Hunsur
Halepura là một làng thuộc tehsil Hunsur, huyện Mysore, bang Karnataka, Ấn Độ.